# ニムスチン
ニムスチン（英語: Nimustine、略称:ACNU）は、ニトロソウレア系のアルキル化剤である。悪性腫瘍の治療に用いられる。製品名はニドラン（第一三共が製造販売）。

## 適応症
脳腫瘍、消化管悪性腫瘍（胃癌、結腸癌・直腸癌）、肝臓癌、肺癌、悪性リンパ腫、慢性白血病

## 副作用
骨髄抑制、嘔気・嘔吐、食欲不振、間質性肺炎など。